# Hosta kiyosumiensis
Hosta kiyosumiensis är en sparrisväxtart som beskrevs av Fumio Maekawa. Hosta kiyosumiensis ingår i släktet funkior, och familjen sparrisväxter. Inga underarter finns listade i Catalogue of Life.

## Bildgalleri

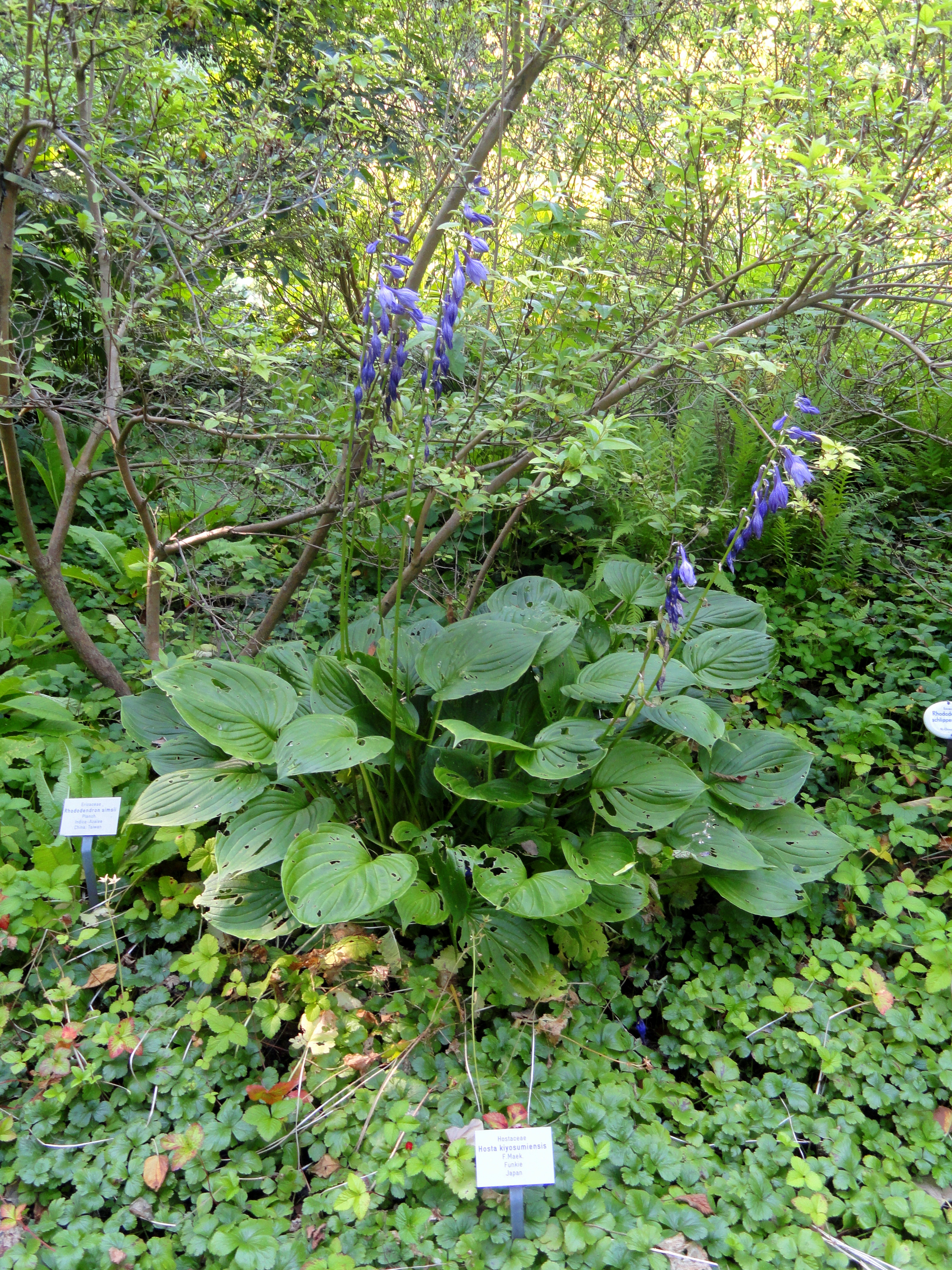